# مدينة سلا القديمة

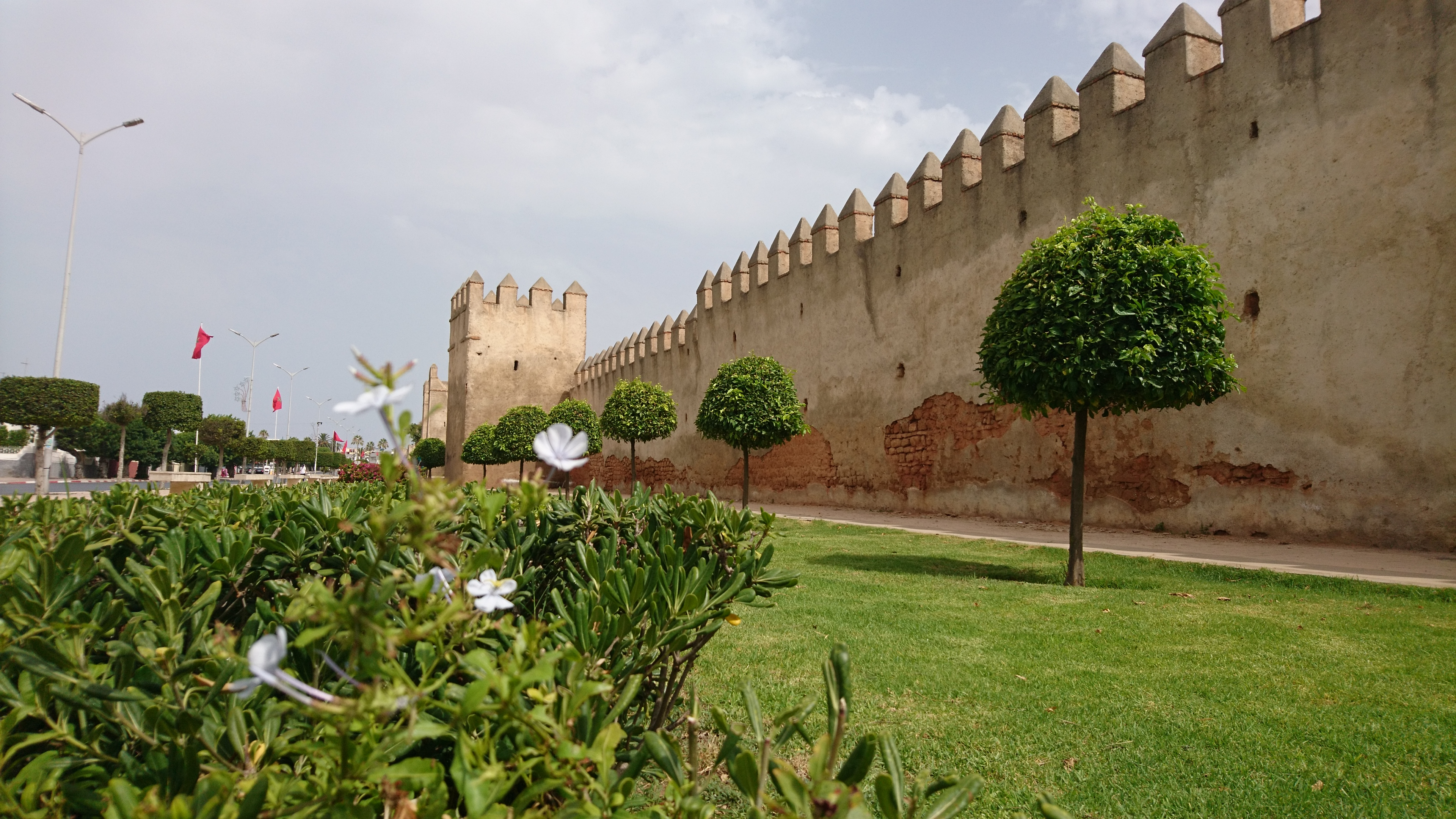
جزء من أسوار سلا قرب باب بوحاجة

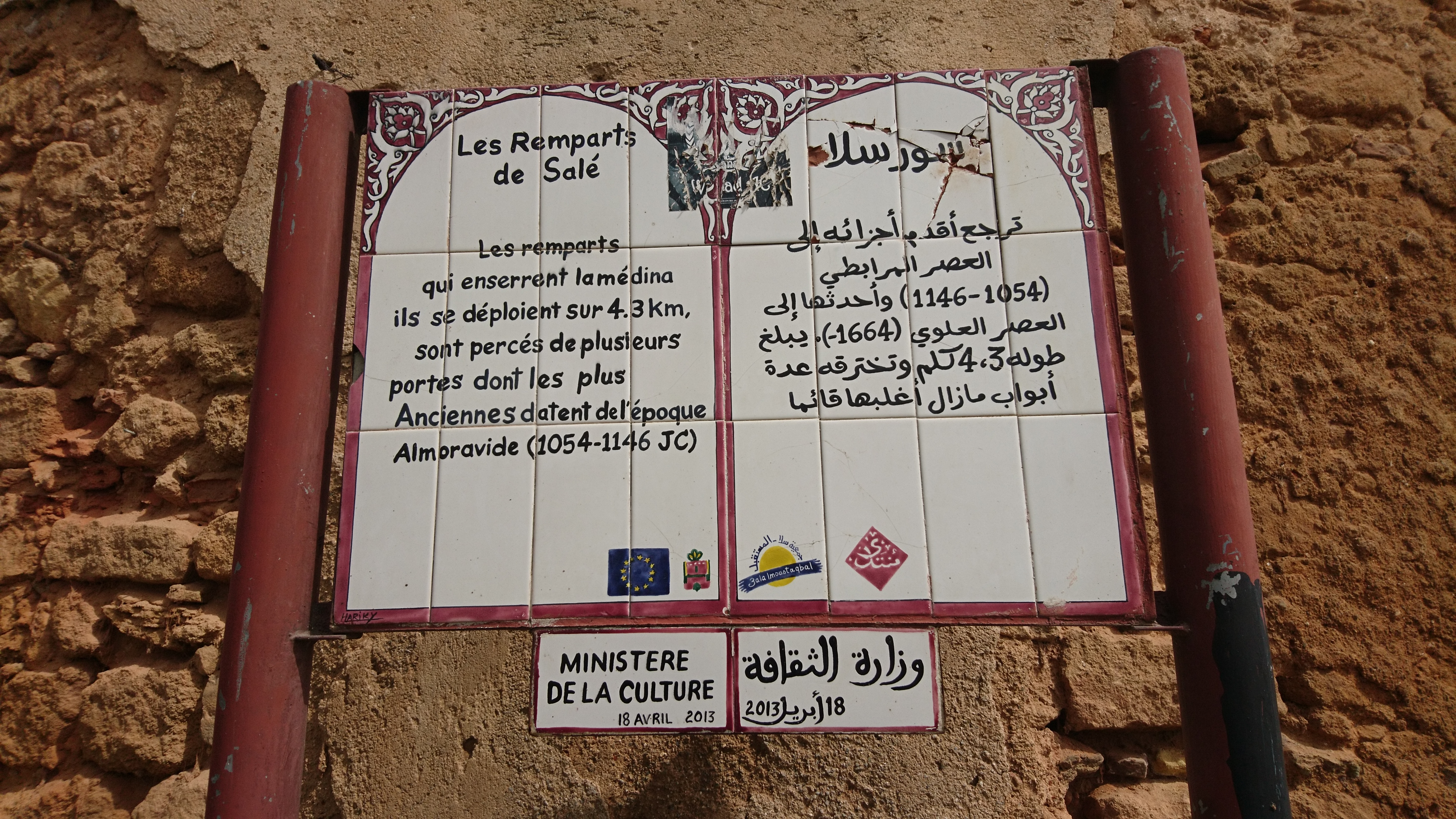
لوحة تعريفية لسور سلا

تتكون المدينة القديمة لسلا في المغرب من مجموعة من الأسوار والأبواب والحصون، وقد تم تصنيفها كمعلم تاريخي في أكتوبر 1914  تحت حكم السلطان العلوي مولاي يوسف وبعد أكثر من عامين من إقامة الحماية الفرنسية في الإمبراطورية الشريفية.

## اختلافات الأسماء

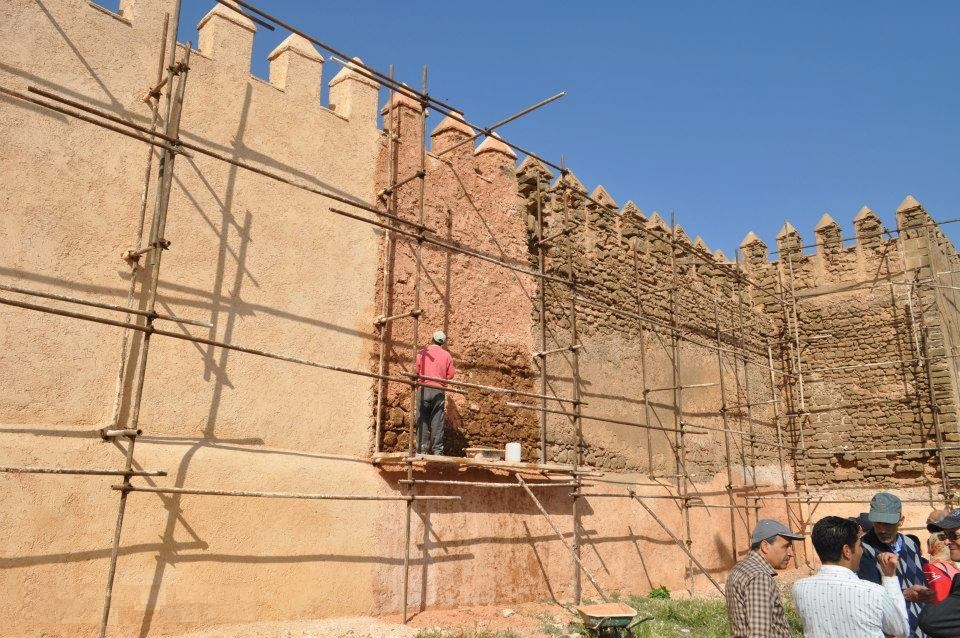
ترميم الأسوار بجانب باب دار الصناعة

لكل حصن (برج) أو باب، يُعطى لأول مرة الاسم الرسمي أثناء التصنيف كمعلم تاريخي، في بداية القرن العشرين ؛ ثم تأتي الأسماء الشائعة:
- برج الكبير : برج الركني[2]
- باب شعفة
- باب سبتة
- باب دار الصناعة
- باب فرد
- باب فاس: باب الخميس[3]
- باب الملاح : باب المريسى[4]، باب لمريسة
- برج الملاح
- باب بو حاجة
- باب جديد
- باب مالقة: باب معلقة
- برج القديم
- برج الجديد

## الأهمية العلمية والدينية
اشتهرت مدينة سلا عبر تاريخها بدورها الريادي كمركز علمي وديني بارز في المغرب الإسلامي. وقد تعزز هذا الدور منذ القرن 12 الميلادي، حيث أصبحت المدينة ملتقى للعلماء والفقهاء والمتصوفة، خاصة في ظل الدولة المرينية التي شجعت على تأسيس المدارس والمعاهد التقليدية، من أبرزها مدرسة الطالعة والمدرسة البوعنانية، واللتان شكّلتا فضاءً حيويًا لنقل العلوم الشرعية واللغوية وتخريج نخبة من العلماء كان لهم حضور معتبر في الحياة الفكرية بالمغرب.
كما برزت المدينة كمحطة أساسية في مسار التصوف المغربي، حيث استقر بها عدد من الشيوخ البارزين، من بينهم سيدي موسى الدكالي وسيدي بنعاشر، وتحولت زواياهم إلى مراكز دينية ذات إشعاع واسع داخل المغرب وخارجه. وارتبطت سلا بما يُعرف بـ"الرباط الروحي"، إذ شكّلت الزوايا والمقامات جزءًا من بنيتها الاجتماعية والدينية، وأسهمت في ترسيخ المرجعية المالكية الأشعرية داخل المجتمع السلاوي.
في العهد العلوي، خاصة خلال القرنين 17 و18، استمر هذا الزخم العلمي والديني، وبرزت شخصيات محلية في مجالات القضاء والإفتاء والتدريس، وكان للعلماء دور في الحياة العامة، سواء من داخل الزوايا أو عبر الفضاءات التعليمية التقليدية.
أما في العصر الحديث، فقد شهدت سلا بروز مؤسسات فكرية وصحفية ساهمت في النهضة الوطنية، من أبرزها جريدة المغرب التي أنشأها سعيد حجي سنة 1937، إلى جانب دور رجال العلم في الحركة الإصلاحية والمقاومة الثقافية خلال فترة الحماية الفرنسية. ولا تزال الخزانة الصبيحية، التي تأسست سنة 1967، تُعد من أبرز رموز المدينة العلمية، حيث تضم آلاف المخطوطات والكتب وتؤدي دورًا مهمًا في حفظ الذاكرة الثقافية لسلا والمغرب عمومًا.

## الهندسة المعمارية لمدينة سلا القديمة

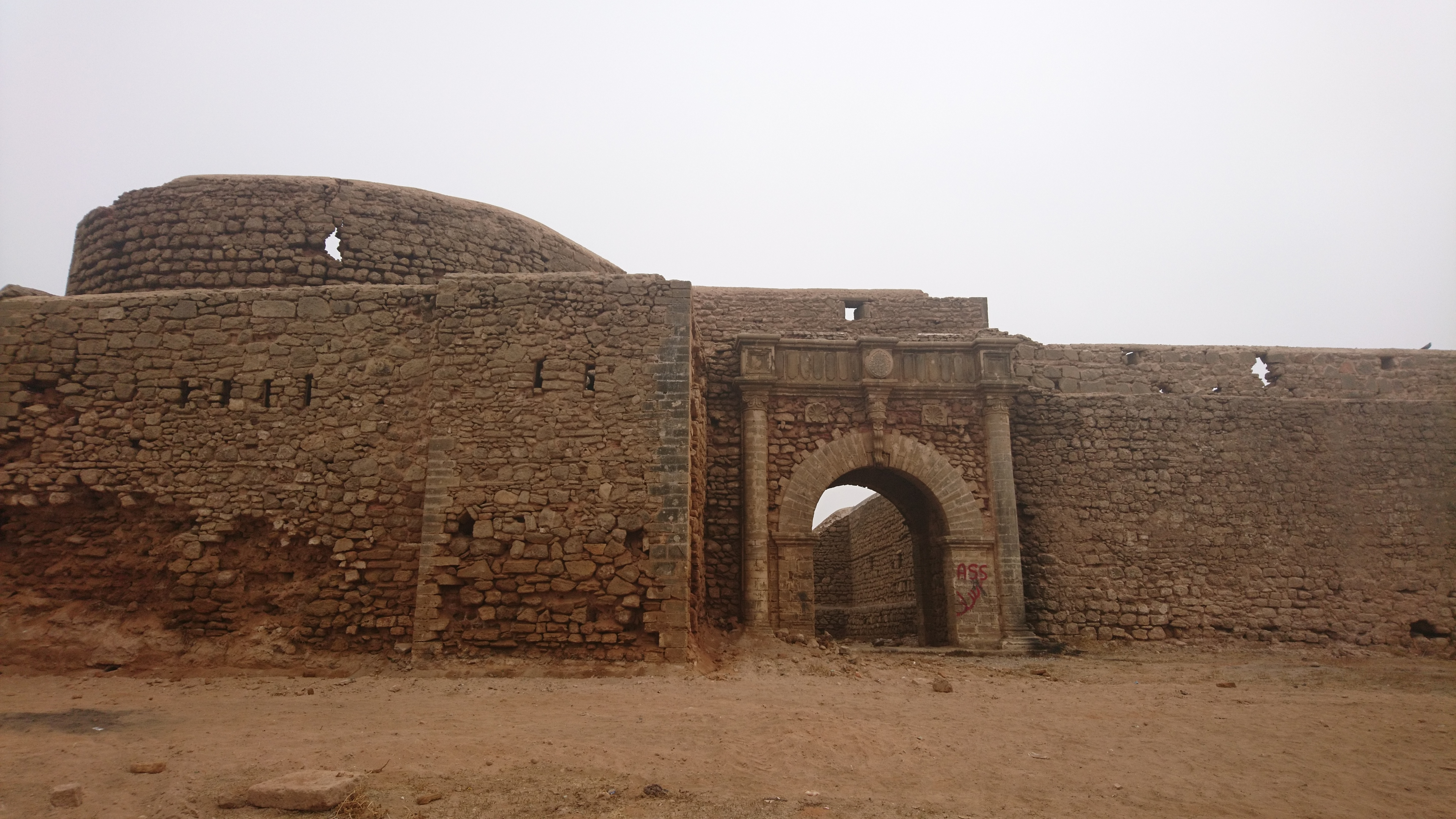
باب قديم في المدينة العتيقة لسلا.

تتميز المدينة القديمة لسلا بمزيج فريد من الهندسة المعمارية التاريخية التي تعكس غنى التراث المغربي والإسلامي. تحيط بالمدينة أسوار ضخمة بنيت لحمايتها، وتضم عدة أبواب حصينة تحمل أسماء تاريخية تحكي قصة تطور المدينة عبر العصور. تم تصنيف هذه الأسوار والأبواب كمعالم تاريخية منذ أوائل القرن العشرين، حيث لعبت دورًا حيويًا في الدفاع عن المدينة في ظل الحكم العلوي وفترة الحماية الفرنسية.
تشمل أبرز هذه المعالم:
- باب الملاح (باب لمريسة)، وهو أكبر أبواب المدينة وأحد رموزها التاريخية والهندسية.
- برج الكبير (برج الركني)، من الحصون الدفاعية التي تكشف عن براعة الهندسة العسكرية التقليدية.
- أبواب أخرى مثل باب سبتة، باب فرد، باب فاس (باب الخميس)، وباب دار الصناعة التي تتوزع على محيط المدينة القديمة وتُبرز تداخل الفنون المعمارية والتقنيات الدفاعية القديمة.[12]

كما تظهر في أسوار سلا ثقوب صغيرة كانت تستخدم لتقوية بنية الجدران من خلال تقنيات تشبه صب الخرسانة، ما يدل على تطور تقنيات البناء في العصور المرينية.

تُعد هذه الأسوار والأبواب جزءًا لا يتجزأ من الهوية العمرانية لسلا، حيث تجسد تاريخ المدينة في حماية سكانها، وفي الوقت ذاته تُعتبر شاهدًا على مراحل متعاقبة من التطور العمراني والهندسي الذي استمر حتى العصر الحديث.

## معرض الصور

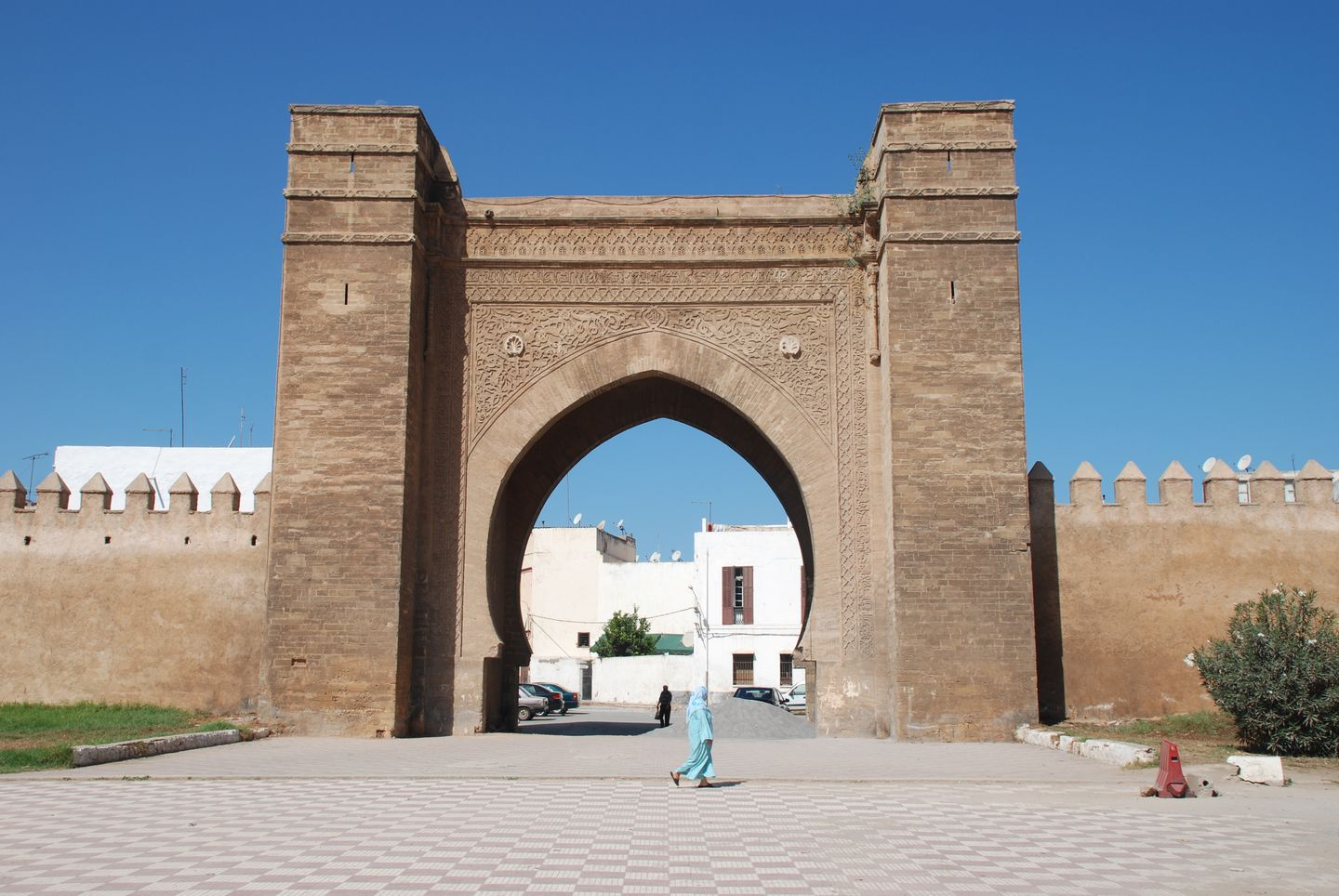
باب لمريسة، التي كانت ذات مرة بوابة بحرية كبيرة
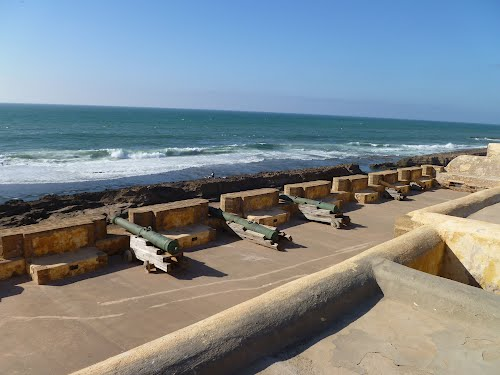
برج الدموع، بني في 1785 من قبل السلطان العلوي سيدي محمد بن عبد الله
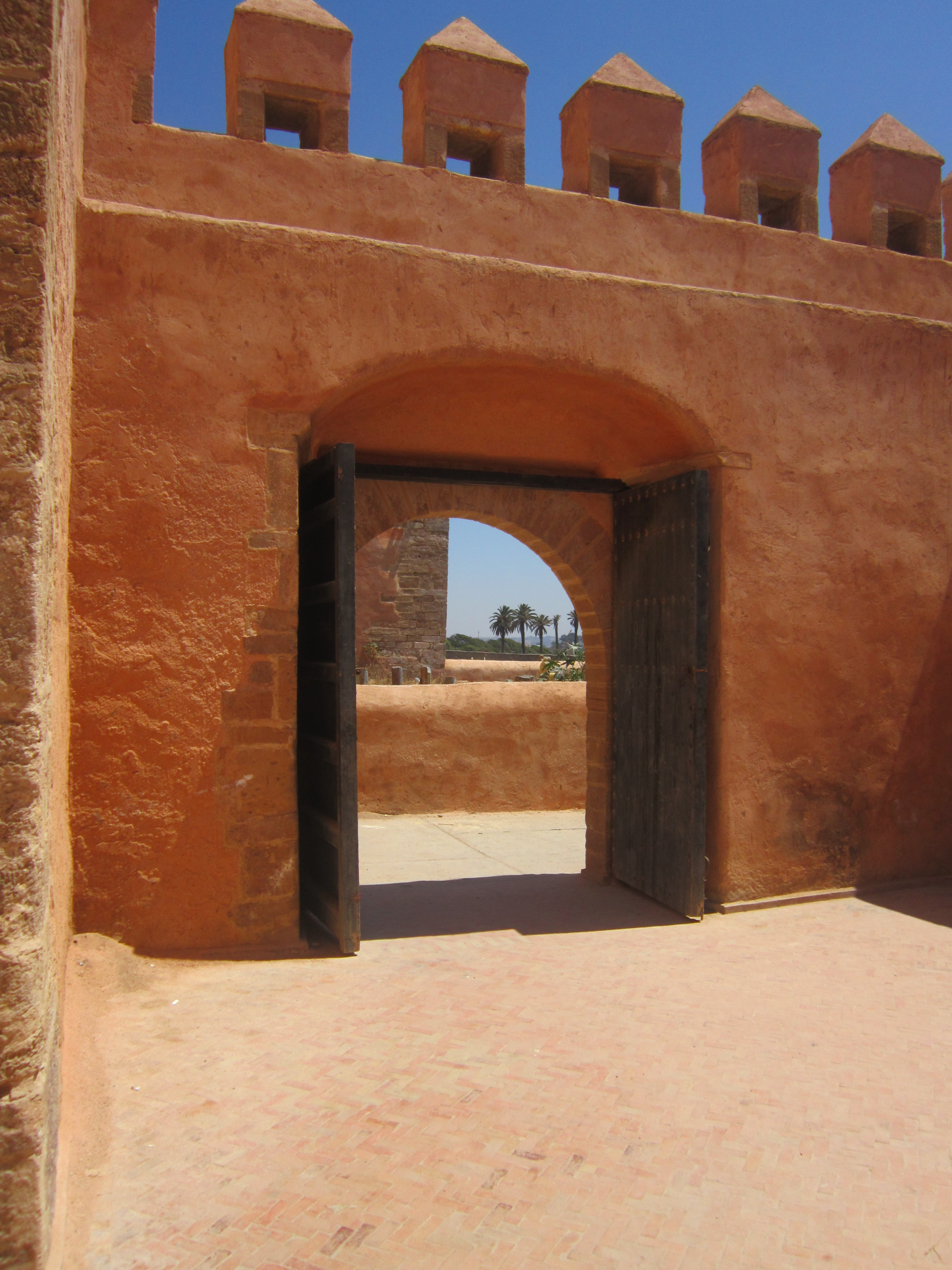
ممر من الأسوار إلى مقبرة باب معلقة
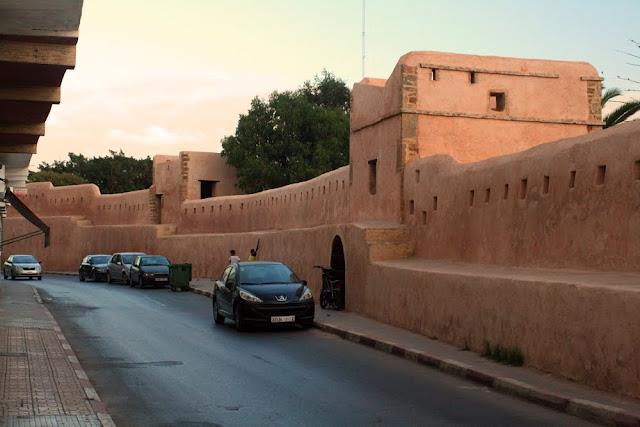
تحصينات قرب باب معلقة
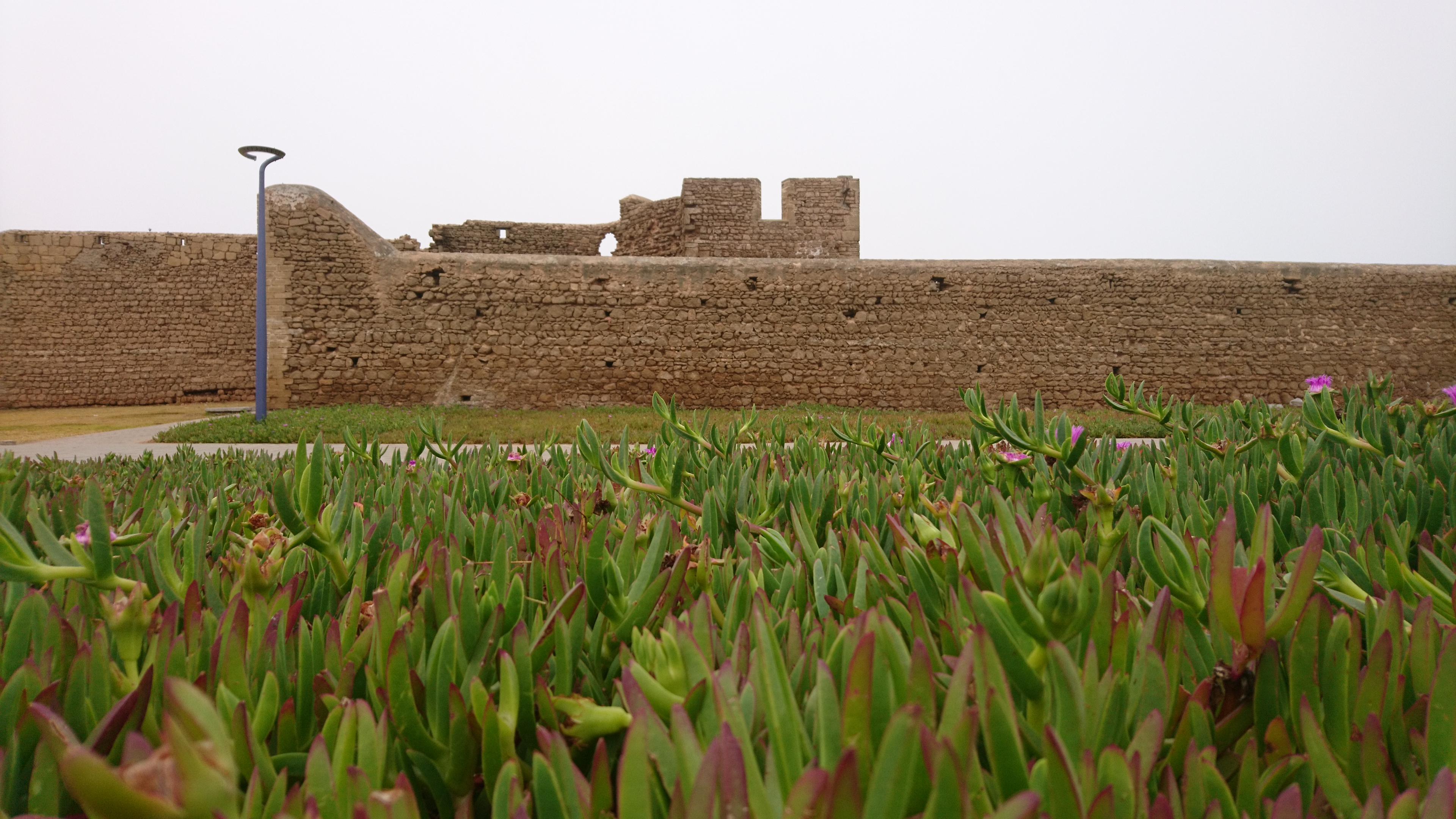
جزء من أسوار سلا بجانب باب شعفة
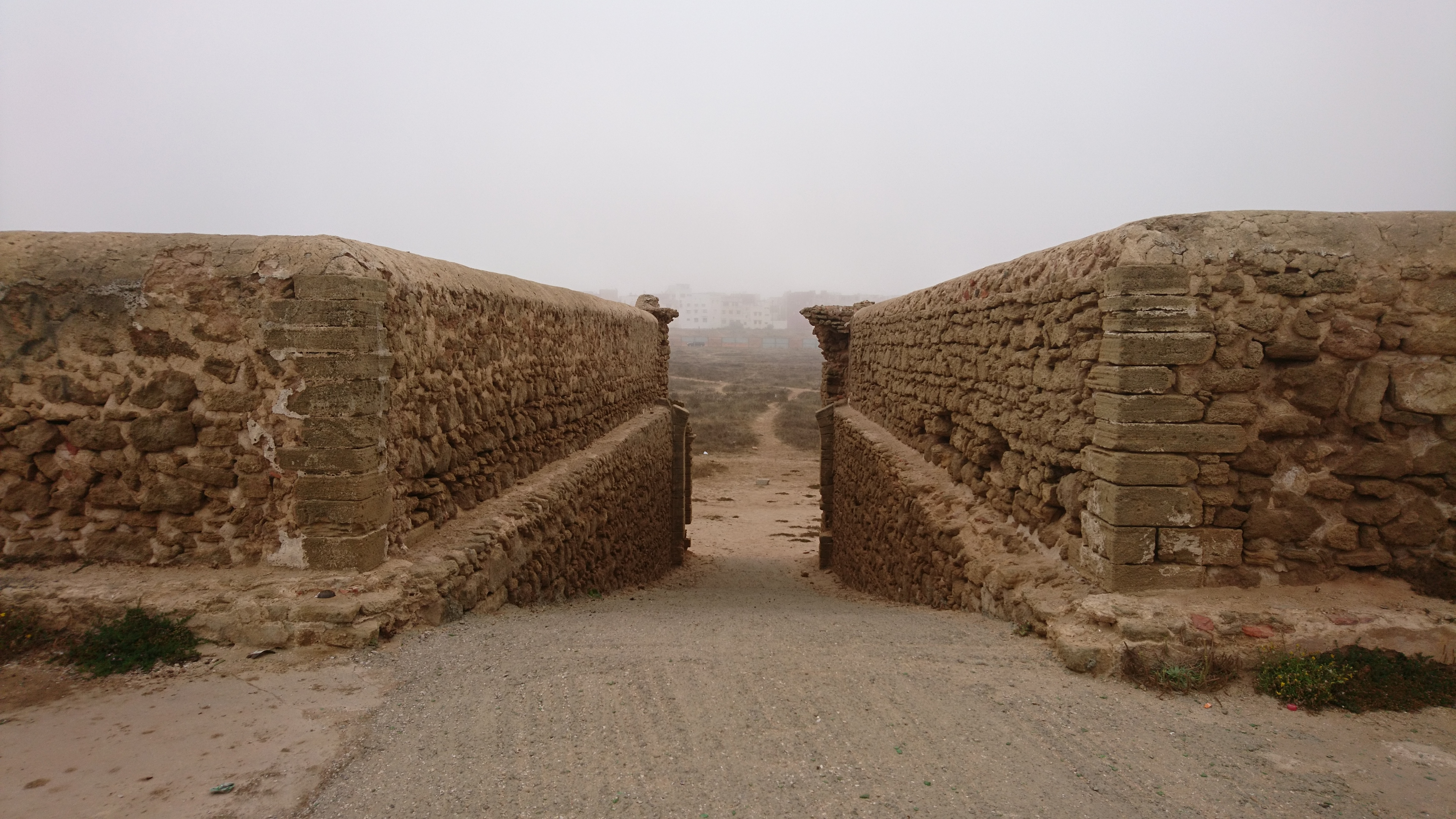
مدخل لسور سلا
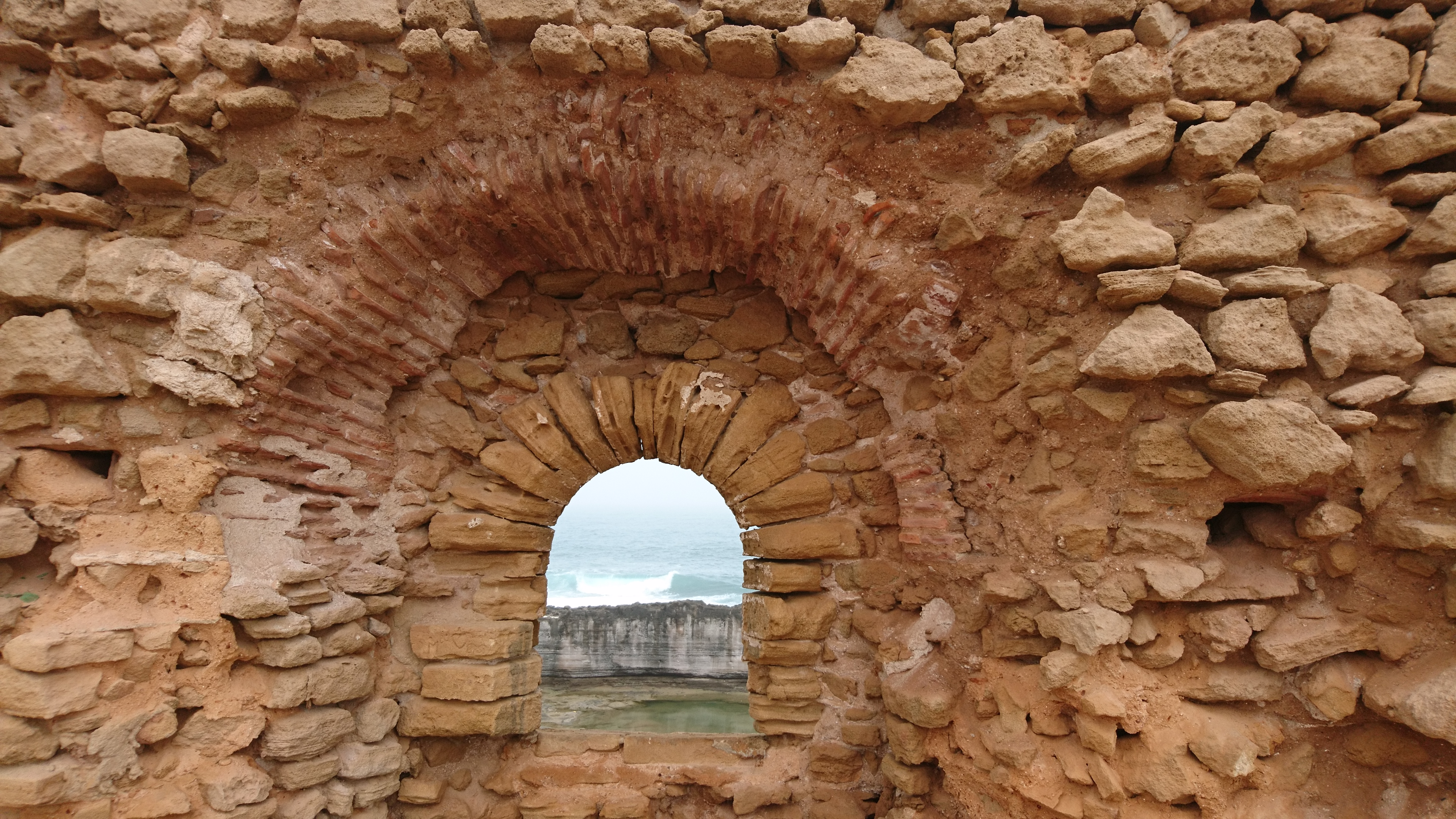
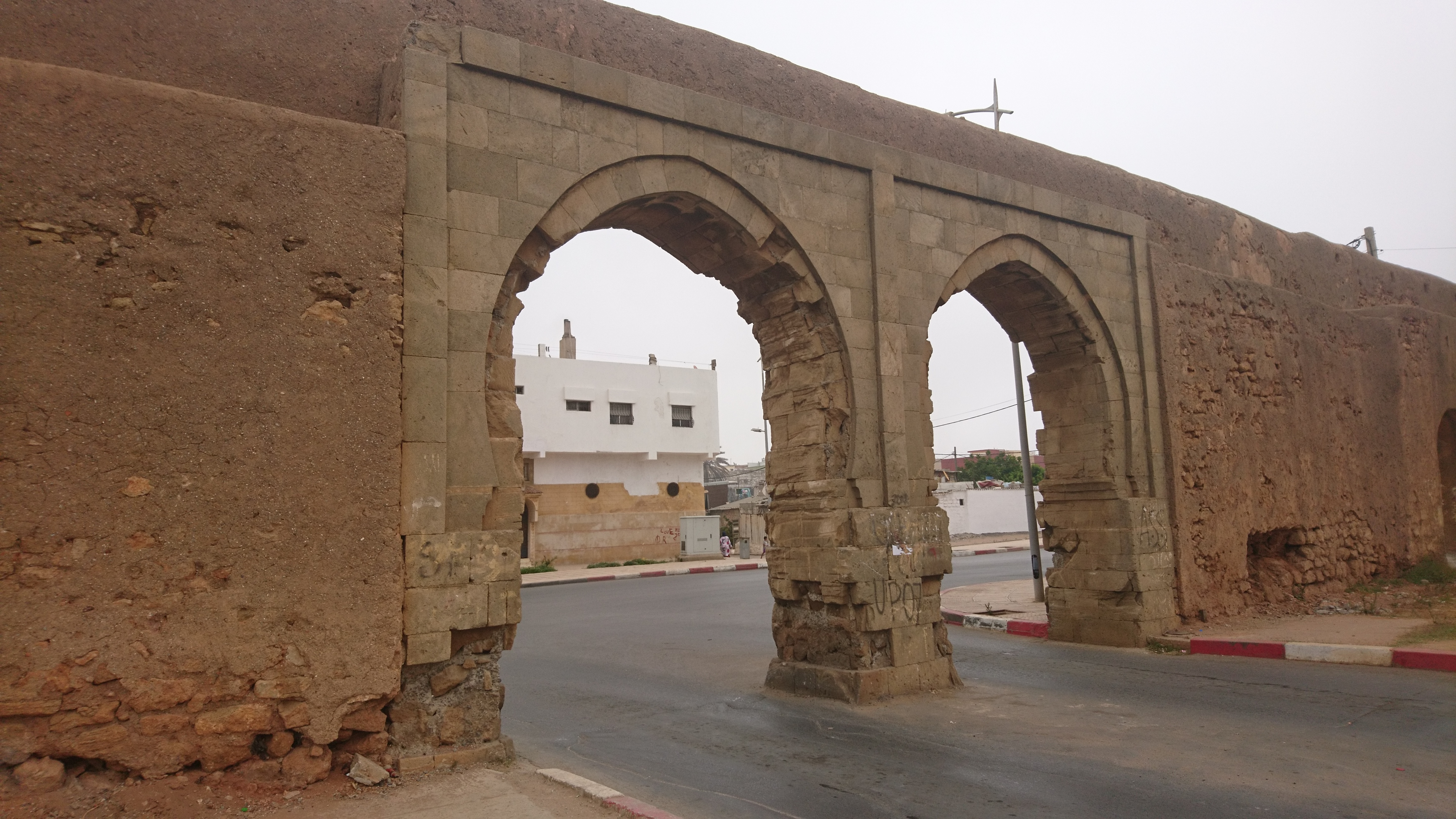
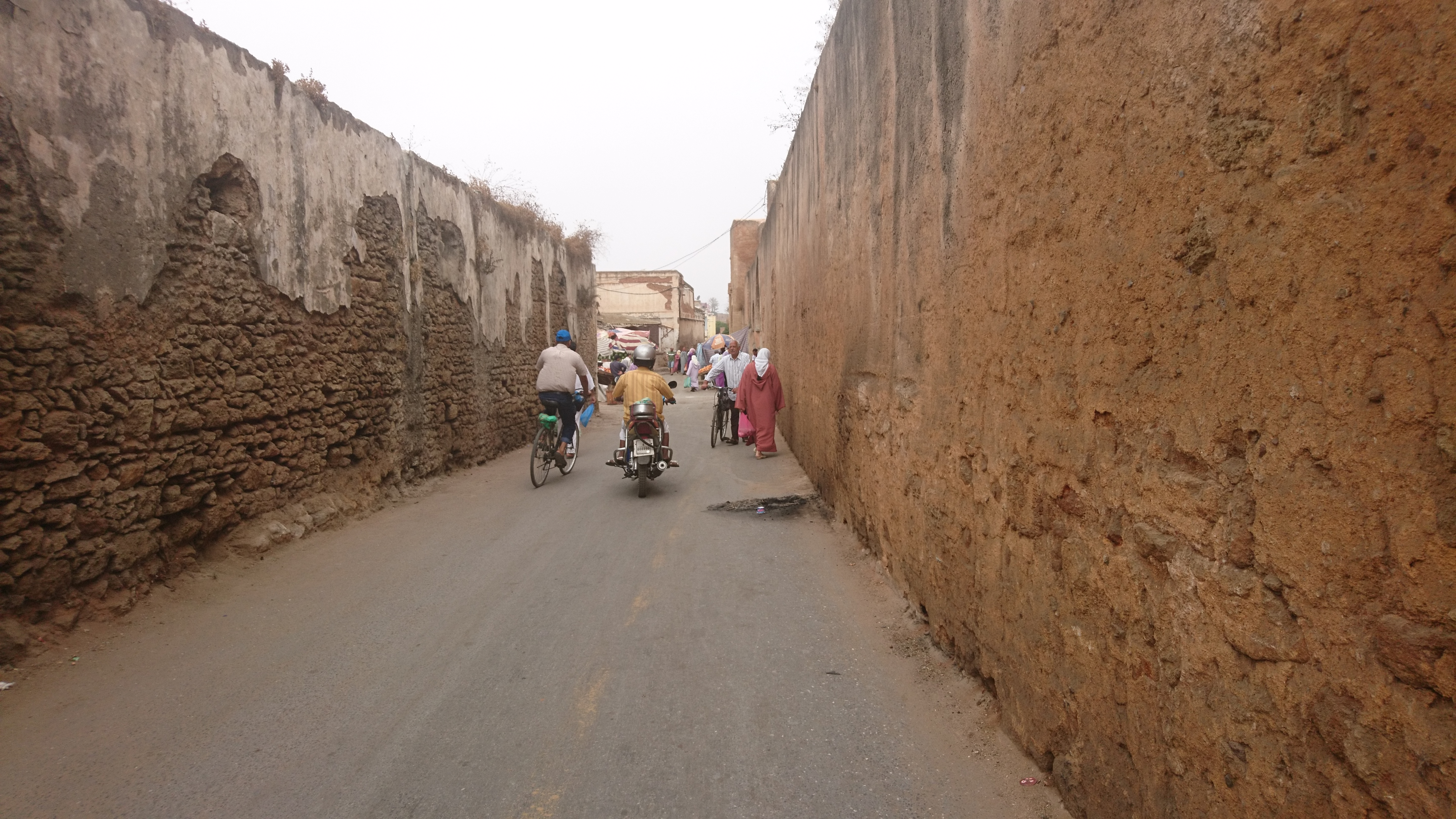

### مقالات ذات صلة
- باب المريسى
- برج الدموع